# Post Island
Post Island – wyspa na jeziorze Big Trout Lake w kanadyjskiej prowincji Ontario.
W 1830 Kompania Zatoki Hudsona założyła na wyspie punkt handlowy. Obecnie wyspa jest częścią rezerwatu Kitchenuhmaykoosib Inninuwug (dawniej nazywanego również Big Trout Lake First Nation). Większość domów i usług znajduje się na Post Island. Istnieje też grobla z drogą, łącząca wyspę ze stałym lądem.
Na Post Island znajduje się lotnisko Big Trout Lake z pasem startowym z tłucznia o długości 1 191 m. Jest ono obsługiwane przez Wasaya Airways.